# (77917) 2002 BS20
2002 بي أس 20 (ويعرف أيضًا باسم (77917) 2002 بي أس 20 وفق تسمية الكوكب الصغير) (بالإنجليزية: 2002 BS20)‏ هو كويكب ضمن حزام الكويكبات؛ وترتيبه 77917 من حيث الاكتشاف.
اكتُشف هذا الجُرم الفلكي بواسطة بحث لنكولن عن الكويكبات القريبة من الأرض في 23 يناير 2002.

## وصلات خارجية
- (77917) 2002 BS20 في قاعدة بيانات مختبر الدفع النفاث لأجرام النظام الشمسي الصغيرة

- الاكتشاف · مخطط المدار ·  العناصر المدارية · المعلمات المادية

- (77917) 2002 BS20 على موقع ويكي سكاي: DSS2, SDSS, GALEX, IRAS, Hydrogen α, X-Ray, Astrophoto, Sky Map, Articles and images